# Nationaal Park Bikin
Nationaal Park Bikin (Russisch: Национальный парк Бикин) ligt op de westelijke hellingen van het Sichote-Alingebergte in de kraj Primorje van het Russische Verre Oosten. De oprichting tot nationaal park vond plaats op 3 november 2015 per besluit (№ 1187/2015) van de regering van de Russische Federatie. Nationaal Park Bikin heeft een oppervlakte van 11.604,69 km² en bestaat bijna volledig uit ongerepte gemengde bossen. Hiermee behoort het tot de grootste beschermde gebieden in het Russische Verre Oosten.

## Doel van oprichting
De oprichting van Nationaal Park Bikin vond plaats om de grootste aaneengesloten gemengde bossen van het noordelijk halfrond te beschermen. Bovendien is het gebied zeer belangrijk voor het voortbestaan van de Siberische tijger (Panthera tigris altaica). Er wordt geschat dat het gebied circa 10% van de wereldpopulatie aan Siberische tijgers huisvest.

## Fauna
Het nationaal park is de thuisbasis van 51 soorten zoogdieren, waaronder het oessoerihert (Cervus canadensis xanthopygus), Siberisch ree (Capreolus pygargus), Siberisch muskushert (Moschus moschiferus), eland (Alces alces), wild zwijn (Sus scrofa), oessoeribeer (Ursus arctos lasiotus), kraagbeer (Ursus thibetanus),  sabelmarter (Martes zibellina), Euraziatische lynx (Lynx lynx) en de Siberische tijger (Panthera tigris altaica). Ook zijn er 194 vogelsoorten vastgesteld, waaronder vele soorten die op de Russische rode lijst van bedreigde soorten staan, zoals het spitsvleugelhoen (Falcipennis falcipennis), mandarijneend (Aix galericulata), harlekijneend (Histrionicus histrionicus), Chinese zaagbek (Mergus squamatus), zwarte ooievaar (Ciconia nigra), visarend (Pandion haliaetus), zeearend (Haliaeetus albicilla), grijskopbuizerd (Butastur indicus), oeraluil (Strix uralensis), Noord-Aziatische valkuil (Ninox japonica), Blakistons visuil (Bubo blakistoni) en vele anderen.